# كارل ليندبرغ (متزحلق)
كارل ليندبرغ (بالسويدية: Karl Lindberg)‏ هو متزحلق سويدي، ولد في 1906، وتوفي في 23 مايو 1988.

## وصلات خارجية
- كارل ليندبرغ على موقع الاتحاد الدولي للتزلج (التزلج الريفي) (الإنجليزية)
- كارل ليندبرغ على موقع أوليمبيديا (الإنجليزية)